# Bambine (romanzo)
Bambine è un romanzo noir di Eraldo Baldini, pubblicato inizialmente nel 1995 dalle edizioni Theoria e ristampato nel 2002 da Sperling & Kupfer, nel 2005 da Frassinelli Paperback e nel 2016 dalle edizioni Fernandel. Ambientato a Ravenna, il libro racconta la storia di un serial killer pedofilo.

## Trama
Una serie di orribili omicidi di bambine sta sconvolgendo la città di Ravenna. Un maniaco omicida gira a piede libero per la città e uccide le sue piccole vittime dopo averle mutilate. Un giornalista inizia ad indagare sui delitti, spinto dalla paura che succeda qualcosa alla figlia del suo migliore amico, affidata a lui dopo la morte del padre per un incidente subacqueo. 

## Personaggi
- Carlo Bertelli: è il protagonista del romanzo, di professione fa il giornalista ed è l'ex marito di Enrica;
- Enrica: è l'ex moglie di Carlo Bertelli;
- Luca: era il marito di Aldo e il padre di Chiara, muore durante una pesca subacquea;
- Alda: è la moglie di Luca e madre di Chiara;
- Chiara: è la figlia di Luca e Alda, è molto legata a Carlo;
- Salvo Gremmi: è un pazzo che semina il panico a Ravenna, collabora probabilmente con il suo medico prof. Giovanni Ludovico Fadù;
- Giovanni Ludovico Fadù: è neurologo e neurochirurgo, specializzato anche in psichiatria, è il medico di Salvo Gremmi ed abita a Ferrara, collabora probabilmente con il suo paziente;
- Netti: è una grande amica di Carlo che vive in Germania;
- Ispettore Niccoli: è un amico di Luca che lavora nella polizia;
- Randi: è un fotografo che lavora alla redazione con Carlo;
- Cristiana Benzi, Vincenza Jacono, Asia Volesic: sono tre bambine che scompaiono a Ravenna;
- Arianna: è una psicologa, amica di Carlo;
- Silvia: è la vicina di casa di Carlo;
- Jennifer: è una turista del Texas di cui Carlo di invaghisce;
- Betta: è una ragazza che seduce Carlo.

## Edizioni
- Eraldo Baldini, Bambine, collana Ritmi, Roma, Theoria, 1995,  p. 122, ISBN 88-241-0446-0.
- Eraldo Baldini, Bambine, Sperling Narrativa Paperback 5, Milano, Sperling & Kupfer, 2002,  p. 164, ISBN 8882743209.
- Eraldo Baldini, Bambine, collana Narrativa, Milano, Frassinelli, 2005,  pp. 165, cap. 16, ISBN 88-8274-903-7.
- Eraldo Baldini, Bambine, prefazione di Carlo Lucarelli, Ravenna, Fernandel, 2016,  p. 127, ISBN 978-88-98605-29-3.